# Station Vetschau
Station Vetschau is een stopplaats en eindpunt van de ZLSM in de Duitse plaats Vetschau. In de tijd dat de spoorlijn van Maastricht naar Aken nog voor regulier reizigersvervoer in gebruik was, werd in Vetschau niet gestopt. De halteplaats wordt tijdens rijdagen van de ZLSM enkele malen aangedaan met een Duitse railbus vanuit Simpelveld.
Vanaf oktober 2021 tot de start van het rijseizoen 2023 was het traject Vetschau-Bocholtz versperd door een overstroming en de daardoor ontstane schade. Daardoor is station Vetschau meer dan een jaar niet bereikbaar geweest. Na herstel van het traject door vrijwilligers van de ZLSM en een controle door het Eisenbahn-Bundesamt is het baanvak weer vrijgegeven voor de ZLSM-treinen.